# جاكوبة
الجاكوبة (الاسم العلمي: Jakoba) هي جنس من اللجفاوات تتبع الفصيلة الجاكوبات من رتبة الجاكوبيات.